# NGC 2739
NGC 2739 é uma galáxia espiral (Sab) localizada na direcção da constelação de Ursa Major. Possui uma declinação de +51° 44' 40" e uma ascensão recta de 9 horas, 06 minutos e 02,7 segundos.
A galáxia NGC 2739 foi descoberta em 18 de Fevereiro de 1855 por William Parsons.